# Ai Weiwei The Fake Case
Ai Weiwei The Fake Case er en dokumentarfilm fra 2013 instrueret af Andreas Johnsen.

## Handling
Da den verdensberømte kunstner Ai Weiwei løslades efter 81 dages isolation i et kinesisk fængsel er han kun en skygge af sig selv. Han lider af søvnproblemer og hukommelsestab, hans hjem og studie overvåges af 18 kameraer og konstant politiopbud og han er underlagt massive restriktioner. Journalister, kunstverdenen og hans familie gør alle krav på opmærksomhed og oven i det anklager den kinesiske stat ham for gigantisk skattesnyd i millionklassen - en sag han døber 'The Fake Case' på grund af de åbenlyse falske forudsætninger og anklager. Da almindelige kinesere kaster pengesedler ind over Ai Weiweis overvågede mure for at støtte ham i skattesagen, giver det Ai Weiwei fornyet tro på at Kina står over for forandring. En forandring han vil kæmpe til det sidste for at se ske.